# Catherine Scott
Catherine Pomales-Scott, jamajška atletinja, * 27. avgust 1973, Clarendon, Jamajka.
Nastopila je na olimpijskih igrah v letih 1992, 1996 in 2000, ko je osvojila srebrno medaljo v štafeti 4×400 m, leta 1992 je bila v isti disciplini peta. Na svetovnih prvenstvih je v isti disciplini osvojila naslov prvakinje leta 2001, na svetovnih dvoranskih prvenstvih pa srebrni medalji v letih 2001 in 2003.